# Palau Laranjeiras
Palau Laranjeiras (portuguès: Palácio das Laranjeiras) és l'actual residència oficial del governador de l'estat de Rio de Janeiro, a Brasil. Ubicat al barri de Laranjeiras, a la ciutat de Rio de Janeiro, es troba sota la custòdia de l'Institut do Patrimoni Històric i Artístic Nacional (IPHAN) i de l'Institut Provincial del Patrimoni Cultural de Rio de Janeiro (INEPAC).

## Història
El terreny on avui s'alça l'edifici era, a fins del segle xix, propietat del comte Sebastião Pinho, aristòcrata portuguès establert a Rio de Janeiro. A la propietat, se situava un palauet pertanyent al comte que va ser demolit per donar lloc a l'actual palau.
Entre 1909 i 1914, l'actual palau va ser construït segons projecte de l'arquitecte Armando Carlos da Silva Telles per a ser residència de la família Guinle. El 1926, per decisió del president Washington Luís, va passar a ser residència oficial de la Presidència. Però, Getúlio Vargas, després de la Revolució de 1930, va escollir el Palau de Catete com a residència. El 1940, va passar a l'administració federal, havent estat utilitzat com a residència oficial de la presidència per Juscelino Kubitschek (1956-1961), que no va voler romandre al Palau de Catete després del suïcidi de Vargas (1954). Amb la conclusió del Palau de l'Alvorada, inaugurat el 1958 a Brasília, Kubitschek va deixar el palau.

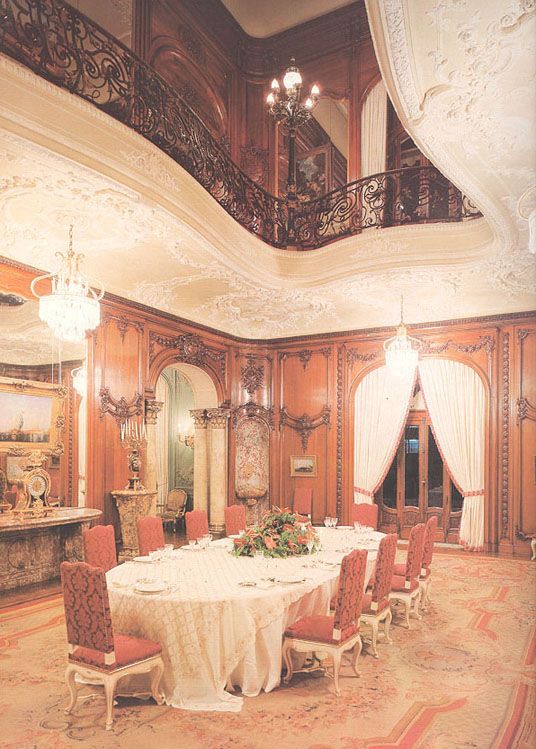
Sala de sopar del palau.

Va ser cedit pel govern federal a l'Estat de Rio de Janeiro el 1974. Des de llavors, va ser utilitzat com a residència del president de la República durant les seves visites a Rio de Janeiro i per a recepcions diplomàtiques. No obstant això, en aquest temps, diversos governadors fluminenses van preferir utilitzar la residència de Gávea Pequena. Entre els seus visitants il·lustres, destaquen els expresidents Charles de Gaulle, de França, Harry Truman, dels Estats Units i del papa Joan Pau II.
El 2001, el palau va ser objecte d'una àmplia reforma, amb la participació de restauradors, historiadors, museòlegs i investigadors, que van procedir a la recuperació de les seves pintures, sòls i elements decoratius. Al final de la intervenció, el govern de l'estat va obrir les portes del palau per a visites guiades per estudiants d'història de la Universitat de l'Estat de Rio de Janeiro. Actualment, però, el palau no és obert a visites.
El fons artístic del palau comprèn pintures de Frans Post, una rèplica del piano que va pertànyer a la reina Maria Antonieta de França, mosaics de marbre i de ceràmica amb incrustacions d'or de 24 quirats, escultures i mobiliari de fusta noble.
Allí va tenir lloc, el dia 13 de desembre de 1968, presidida pel Mariscal Arthur da Costa e Silva, la reunió on va ser aprovat pel Consell de Seguretat Nacional l'Acte Institucional Núm. 5 (AI-5).